# George A. Akerlof

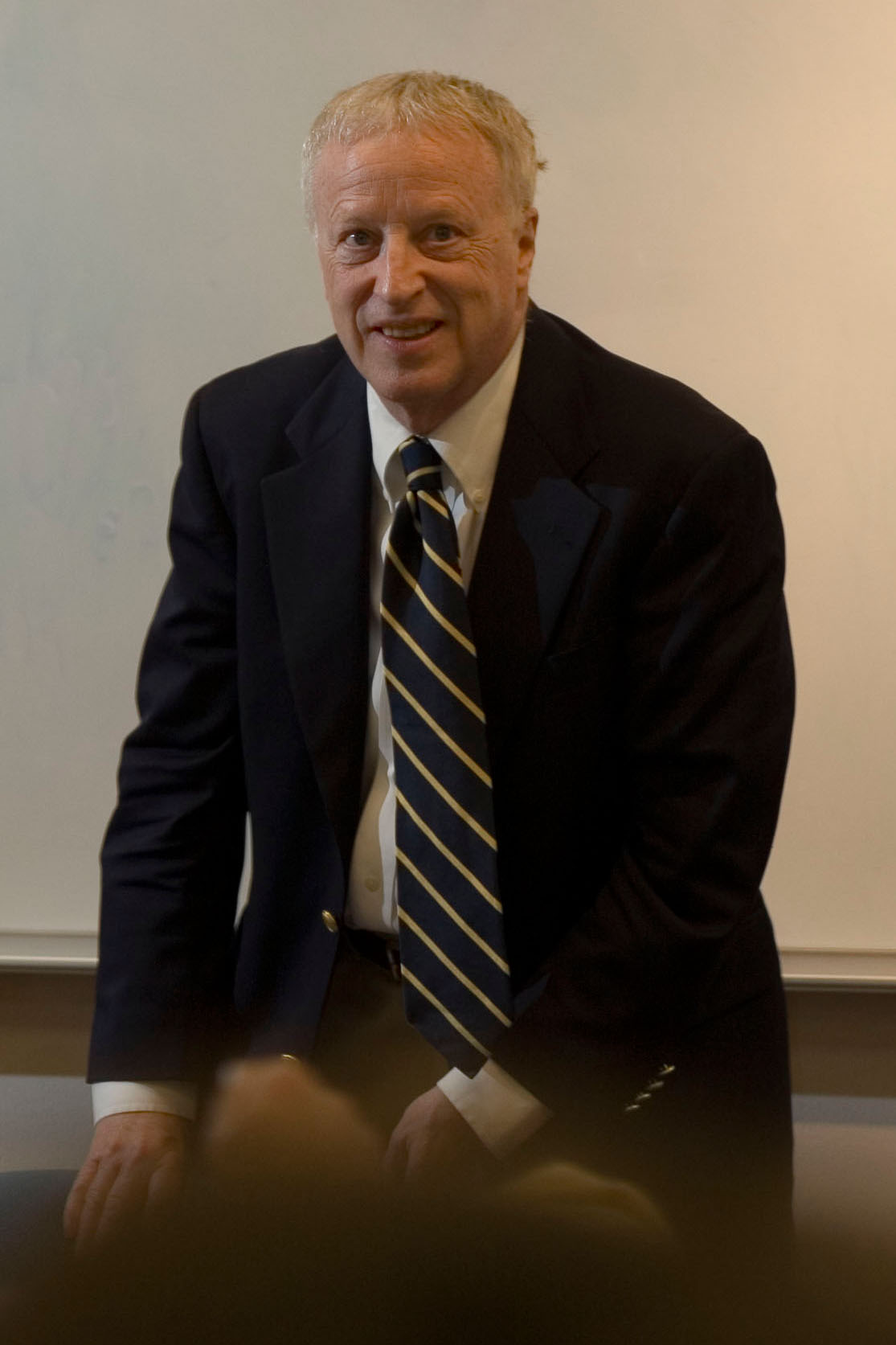
George A. Akerlof (2007)

George Arthur Akerlof (* 17. Juni 1940 in New Haven, Connecticut) ist ein US-amerikanischer Wirtschaftswissenschaftler und Träger des Wirtschaftsnobelpreises 2001. Akerlof lehrt als Professor für Wirtschaftswissenschaften an der Georgetown University.

## Leben
Akerlof studierte in Yale und promovierte am Massachusetts Institute of Technology. Er verbrachte den größten Teil seiner Laufbahn, von 1966 bis 2014, an der University of California, Berkeley, mit Unterbrechungen 1967–1968 als Professor in Indien und 1978–1980 an der London School of Economics. Im Jahr 2014 wechselte er an die Georgetown University.
Er ist mit der Ökonomin Janet Yellen verheiratet, die während der Präsidentschaft Bill Clintons eine Zeit lang dem Stab der Wirtschaftsberater vorsaß, von 2014 bis 2018 Chefin des Federal Reserve Board war und Finanzministerin der Vereinigten Staaten im Kabinett des US-Präsidenten Joe Biden war.
Im Jahr 2006 stand Akerlof der American Economic Association als gewählter Präsident vor.

## Wirken
In seinem berühmtesten Aufsatz The Market for Lemons untersuchte er die Mechanismen des Gebrauchtwagenmarkts und zeigte, dass freie Märkte nicht funktionieren, wenn Käufer und Verkäufer ungleichen Zugang zu Information haben. Da unvollständig informierte Kaufinteressenten nicht zwischen minderwertigen und höherwertigen Angeboten unterscheiden können, sind sie nicht bereit, angemessene Preise für die besseren Autos zu zahlen. Deren Besitzer zögern daher, sie anzubieten. Auf diese Weise verdrängen (in Analogie zu Greshams Gesetz) die „Montagsautos“ (engl. lemons) die „guten“ Autos. Akerlof fand lange Jahre niemanden, der seine heute weltberühmte Arbeit veröffentlichen wollte. Drei ökonomische Fachzeitschriften hatten die Studie Ende der 60er-Jahre rüde abgelehnt. Solch trivialen Stoff drucke man nicht, so die einhellige Antwort.
In dem im Jahr 2000 veröffentlichten Aufsatz Economics and Identity und späteren Arbeiten führte Akerlof zusammen mit der amerikanischen Ökonomin Rachel Kranton soziale Identität in die formale ökonomische Analyse ein. Unter Einbezug von Sozialpsychologie und vielen anderen Gebieten außerhalb der Ökonomik argumentieren Akerlof und Kranton, dass Präferenzen nicht nur aufgrund üblicher Entscheidungsvariablen wie Einkommen und Preis gebildet werden. Sie richten sich auch nach sozialen Normen, wie sich Menschen verhalten sollten. Die Normen wiederum, denen jemand folgt, sind durch seine soziale Identität mitbestimmt.
2001 erhielt er zusammen mit Joseph E. Stiglitz und Michael Spence den Alfred-Nobel-Gedächtnispreis für Wirtschaftswissenschaften für ihre Arbeiten über das Verhältnis von Information und Märkten, insbesondere der adversen Selektion. Zudem wurde er 1985 in die American Academy of Arts and Sciences und 2003 in die National Academy of Sciences gewählt.

## Politisches Engagement
Akerlof gehört zu den schärfsten Kritikern der Politik von US-Präsident George W. Bush. Im Jahr 2003 unterzeichnete er zusammen mit anderen Nobelpreisträgern zwei öffentliche Protestnoten gegen die amerikanische Regierungspolitik. Eine richtete sich gegen geplante Steuersenkungen, die andere gegen einen unilateralen Präventivkrieg im Irak. In einem Interview mit dem Spiegel im Juli 2003 sagte er: Ich denke, dass diese Regierung die schlimmste in der mehr als 200-jährigen Geschichte der USA ist. Sie hat nicht nur in der Außen- und Wirtschafts-, sondern auch in der Sozial- und Umweltpolitik außerordentlich unverantwortlich gehandelt. Das ist keine normale Politik mehr. Für die Bevölkerung ist die Zeit gekommen, zivilen Ungehorsam zu leisten.
Im Januar 2007 plädierte er in einer Ansprache an die American Economic Association für eine Rehabilitierung des Keynesianismus und kritisierte die Neoklassik, weil diese gesellschaftliche Normen in ihren Nutzenfunktionen vernachlässige.
Er ist Mitbegründer des Ende Oktober 2009 gegründeten Institute for New Economic Thinking (INET).

## Schriften
Monografien
- mit Robert J. Shiller: Phishing for Phools: The Economics of Manipulation and Deception. Princeton University Press, Princeton 2015, ISBN 978-0-691-16831-9.
  - deutsch: Phishing for Fools: Manipulation und Täuschung in der freien Marktwirtschaft. Econ, Berlin 2016, ISBN 978-3-430-20206-0.
- mit Rachel E. Kranton: Identity Economics: How Our Identities Shape Our Work, Wages, and Well-Being. Princeton University Press, Princeton, New Jersey, 2010, ISBN 978-0-691-14648-5.
  - deutsch: Identity Economics: Warum wir ganz anders ticken, als die meisten Ökonomen denken. Carl Hanser Verlag, München 2011, ISBN 978-3-446-42696-2.
- mit Robert J. Shiller: Animal Spirits. How human psychology drives the economy, and why it matters for global capitalism. Princeton University Press, Princeton, New Jersey, 2009, ISBN 978-0-691-14233-3.
- Explorations in pragmatic economics. Oxford 2005, ISBN 0-19-925391-9.
- An economic theorist's book of tales. Cambridge 1984, ISBN 0-521-26323-9.

Herausgeberschaften
- Efficiency wage models of the labor market. Cambridge 1990, ISBN 0-521-32156-5.
- mit Olivier Blanchard, David Romer, Joseph E. Stiglitz: What Have We Learned? Macroeconomic Policy after the Crisis. MIT Press, Cambridge 2014, ISBN 978-0-262-02734-2.

Aufsätze
- The Market for 'Lemons': Quality Uncertainty and the Market Mechanism. In: The Quarterly Journal of Economics. Band 84, Nr. 3, August 1970, S. 488–500.